# Jugla (Riga)
Pour les articles homonymes, voir Jugla.
Jugla est un voisinage de Vidzeme à l'est de Riga en Lettonie.

## Géographie
Le voisinage est situé sur la rive ouest du lac Jugla et sur la rive sud du lac Ķīšezers. Sa superficie s'étend sur 15,600 km2.
Jugla est bordé par Berģi (via Brīvības gatve), Brekši, Dreiliņi, Mežciems, Teika, Čiekurkalns, Suži (via Brīvības gatvi) et Bukulti (via chemin de fer ou Brīvības gatve).
Jugla est limité par Juglas iela, Brīvības gatve, Biķernieku iela, Šmerļa iela et Lizuma iela.

## Transports
- Bus: 	15, 21, 28, 29, 31, 33
- Trolleybus: 	4, 12, 16, 31, 34
- Tramway : 1, 3

La piste cyclable Centrs—Berģi (lv) relie le vieux Riga, Teika, Šmerlis, Jugla et Berģi. La piste longue de 13 km a été inaugurée en mai 2011.